# Корнійчук Максим Сергійович
Макси́м Сергі́йович Корнійчу́к (псевдонім «Саша Жалов»; 1911, село Серединка Бершадського району Вінницької області — 1945) — партизанський ватажок (псевдо Саша Жалов), перший секретар Вінницького підпільного обкому КП(б)У.

## Біографія
Народився в селянській родині. До німецько-радянської війни працював вчителем в селі Удич (нині Теплицький район). Як комсомолець і партієць під час наступу ворога він отримав завдання підірвати цукрозавод, але його викрили. Пізніше Корнійчук потрапив до табору для військовополонених в Умані, з якого вдалось утекти. Знов був схоплений, але за допомогою підпілля визволений з-під арешту жандармів. Вів роботу в Гайвороні, Теплику, Джулинці. В той період під його командуванням діяло кілька партизанських груп в межах 28 сіл Джулинського, Грушківського, Ладижинського, Гайворонського районів.
Всього на території регіону під час війни діяли 22 підпільні організації, які нараховували в своїх рядах 700 вояків. У травні 1942-го з ініціативи М. Корнійчука створюється міжрайонний підпільний комітет, який координував дії партизан і підпільників 4 районів.
Влітку 1942-го під керівництвом М. Корнійчука організовується партизанський загін, бази якого перебували біля с. Тернівки та х. Цегельня (с. Серединка). Партизани нападали на жандармські пости, управи, знищували ворожу техніку. Після нападів часто з'являвся напис: «Це зробили партизани Саші Жалова». Найважчий і найвизначніший бій групи відбувся біля М'якоходу.
На початку вересня 1943 р. на території Джулинського району з'явився партизанський загін А.Кондратюка, з яким було об'єднано загін Корнійчука .
Про діяльність партизанського загону Корнійчука написано книгу «Велич і трагедія Удицьких підпільників». Її створив краєзнавець Володимир Шарандак з оповідей очевидця і учасника подій Павла Осінцова.
Помер після війни, в 1945 році, від хвороби набутої в «Уманській ямі». Його поховано в рідному селі Серединка. Залишилися діти — Ігор, Людмила та Майя.

## Вшанування
- У 2010 році в районному краєзнавчому музеї незадовго до Дня партизанської слави відбулася зустріч з донькою партизана Максима Корнійчука — Майєю Максимівною Пироговою (Корнійчук)[1].
- У 2011 році в селі Серединка встановлено пам'ятник підпільнику Максиму Корнійчуку[2].